# ماري لويز كوليرو بريكا
ماري لويز كوليرو بريكا (بالإنجليزية: Marie Louise Coleiro Preca)، من مواليد 7 ديسمبر 1958 في كورمي، هي سياسية مالطية، عضو حزب العمل ورئيس الجمهورية منذ 4 أبريل 2014.

## حياتها السياسية
ماري لويز كوليرو بريكا عضو في مجلس النواب منذ عام 1998. وشغلت منصب وزيرة الأسرة والتضامن الاجتماعي في عام 2013 في حكومة جوزيف موسكات.
في 1 أبريل 2014، تم انتخابها رئيسا للجمهورية من قبل مجلس النواب بالإجماع وتولت مهام منصبها يوم 4 أبريل.

### مقالات مرتبطة
- قائمة رؤساء الدول والحكومات الحاليين
- رئيس مالطا

### مواقع خارجية
- الموقع الرسمي لرئاسة جمهورية مالطا نسخة محفوظة 4 مايو 2009 على موقع واي باك مشين.